# أحمد كلاسي
أحمد كلاسي (مواليد 18 يوليو 1990 في حلب) لاعب كرة قدم سوري يجيد اللعب في مركز الظهير الأيمن ويلعب حالياً في ساراييفو البوسني منذ 2014.

## وصلات خارجية
- أحمد كلاسي على موقع الاتحاد الدولي (مؤرشف)  (الإنجليزية)
- أحمد كلاسي على موقع قاعدة بيانات كرة القدم.إي يو (الإنجليزية)
- أحمد كلاسي على موقع Soccerway.com (الإنجليزية)
- أحمد كلاسي  على سكروي